# Parco Ōdōri
Il Parco Ōdōri (大通公園?, Ōdōri Kōen) è un parco cittadino situato nel quartiere Chūō-ku della città di Sapporo, in Giappone. Ōdōri (大通?) in giapponese significa "strada larga"; il nome deriva dal fatto che il parco si estende in lunghezza per circa 1,5 km dal Nishi 1 chōme al Nishi 12 chōme ("Nishi" significa ovest e "chōme" significa isolato in giapponese), coprendo un'area di 78901 m². Durante la pianificazione urbana della città, la zona era stata pensata per essere la via principale, ma venne in seguito trasformata in parco. Durante l'anno, nel parco si svolgono eventi e cerimonie di importanza nazionale o internazionale, come il Sapporo Lilac Festival e il festival della neve di Sapporo. All'interno del parco si trovano la torre televisiva di Sapporo e il museo dell'archivio della città di Sapporo.

## Storia

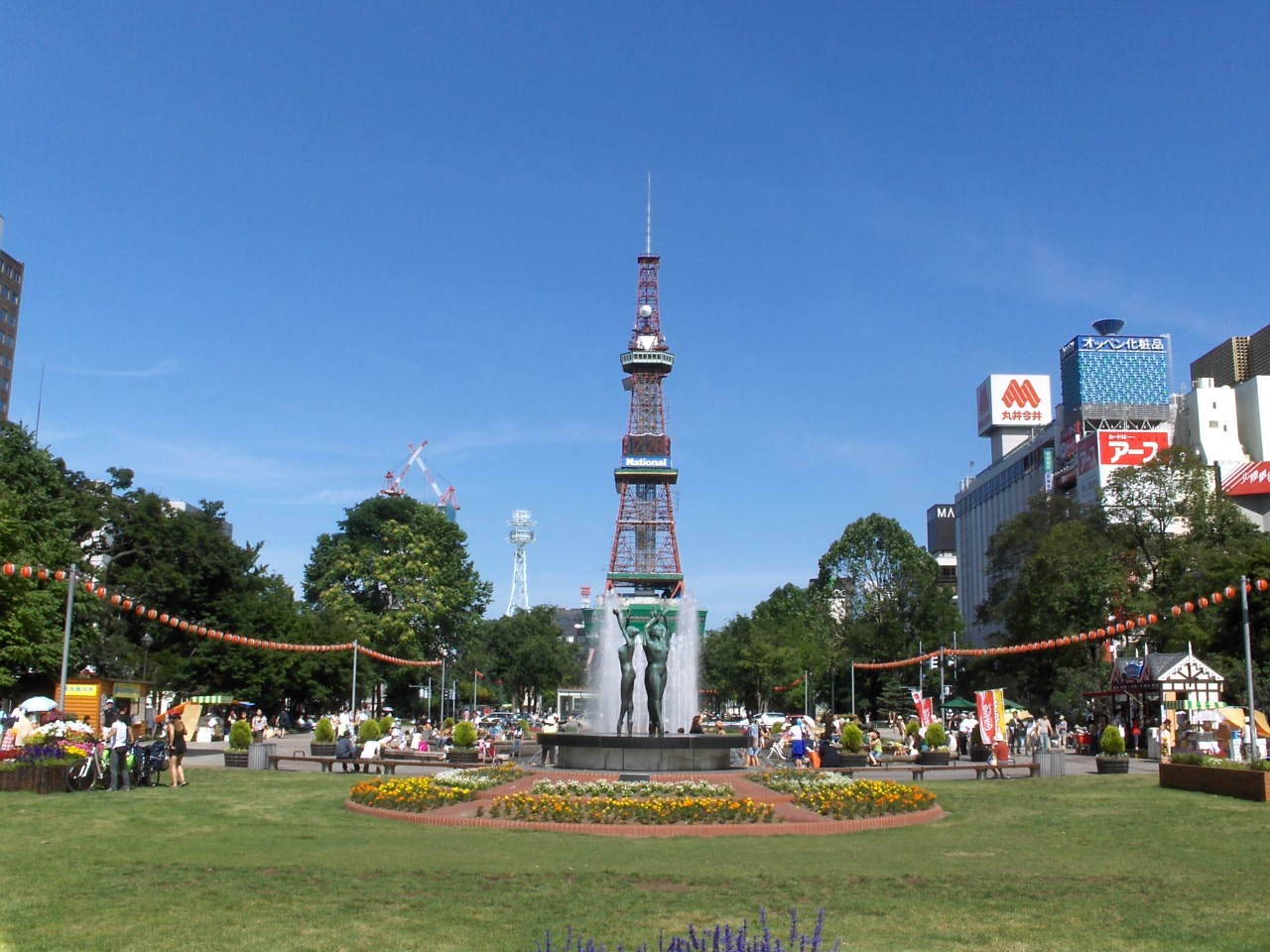
Il parco Ōdōri e la torre della televisione di Sapporo

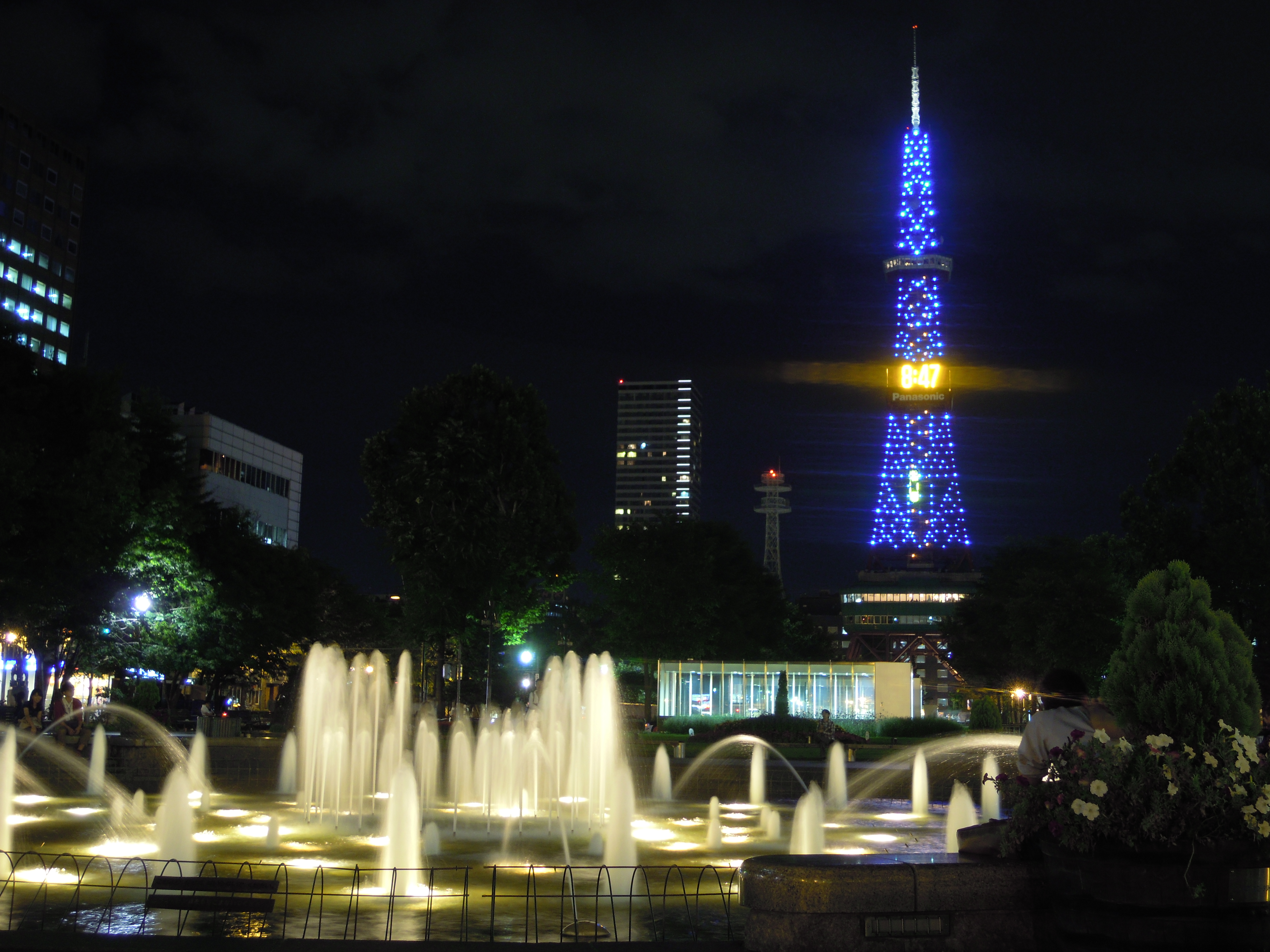
Vista notturna del parco e della torre della televisione

Nel 1869, Shima Yoshitake, un giudice inviato dal governo come commissario responsabile della fondazione di una città centrale nella regione di Hokkaido, arrivò a Sapporo e sviluppò un piano urbanistico che divideva la città nelle sezioni nord e sud con una grande strada. Nel suo progetto, la parte settentrionale di Sapporo sarebbe stata destinata a dipendenti pubblici e uffici, mentre la parte meridionale sarebbe stata una zona residenziale.
Dopo il licenziamento di Shima per malgoverno a Hokkaido, Iwamura Michitoshi ha supervisionato la pianificazione urbanistica di Sapporo. Rimodellò il piano originale nel 1871 e, nel luogo in cui si trova attualmente il parco Ōdōri, venne costruita il Kabō-sen (火防線?), un viale tagliafuoco largo 58,105 metri e largo 105 metri, costituito da terreno in gran parte vuoto, che spesso ha salvato la città dalle fiamme durante il periodo Meiji.
Nel 1872, la strada venne rinominata in Shiribeshi Dōri (後 志 通?), ma, complice l'impopolarità e la difficoltà del nome, fu ribattezzata Ōdōri nel giugno 1881.
Nel 1876 6600 m² vennero adibiti a giardino sui terreni tra Nishi 3 chōme e Nishi 4 chōme, iniziando l'era dell'uso polivalente della strada. Inoltre, il 1º squadrone Tondenhei si stabilì nei pressi tra il Nishi 10 chōme e il Nishi 12 chōme. Nel 1878 si tenne la Prima fiera agricola temporanea nei pressi degli isolati 2 e 3 che divenne una fiera biennale, ma, dopo una progressiva diminuzione dell'interesse pubblico e degli agricoltori partecipanti, la fiera venne trasferita nel parco Nakajima.
Dopo l'abolizione dei Tondenhei, nell'Ōdōri si tennero alcune competizioni atletiche delle scuole del quartiere, ma gradualmente la strada fu abbandonata e utilizzata come deposito di rifiuti e neve. I residenti nei pressi del parco sporsero lamentele al governo cittadino perché una zona centrale della città era stata abbandonata e vennero fatte pressioni per costruire nuovi lotti abitativi.
Nel 1909 la strada fu organizzata come un'area pedonale sotto la direzione di Yasuhei Nagaoka, un paesaggista e progettista di giardini.
Durante la seconda guerra mondiale, il parco Ōdōri fu dedicato alla produzione di patate. Dopo la fine della guerra e le scorte di cibo migliorate, Ōdōri tornò ad essere una discarica di rifiuti e neve. Le forze di occupazione presero il controllo di una parte del parco Ōdōri e costruirono una chiesa (Nishi 3 chōme) un campo da baseball (Nishi 4 chōme) e un campo da tennis (Nishi 5 chōme).
Lo sviluppo di Ōdōri come parco è ripreso da quando è stato restituito dalle forze di occupazione nel 1950. Da allora, molti giardini fioriti sono stati creati assegnando i terreni di Ōdōri a società di progettazione di giardini, che appongono una targhetta dell'azienda che mostra le sue capacità di pianificazione del giardino in quella zona durante tutto l'anno.

## Panoramica
Ogni isolato nel parco Ōdōri ha un terreno rettangolare che si estende per 65 metri in direzione nord-sud e 110 metri in direzione est-ovest, e va da Nishi 1 chōme a Nishi 13 chōme. Ogni isolato è circondato da strade e 4 metri di marciapiede. L'area del Nishi 1 chōme è un po' più piccola rispetto alle altre, e i blocchi Nishi 8 chōme e Nishi 9 chōme non sono separati da una strada.

### Nishi 1 chōme

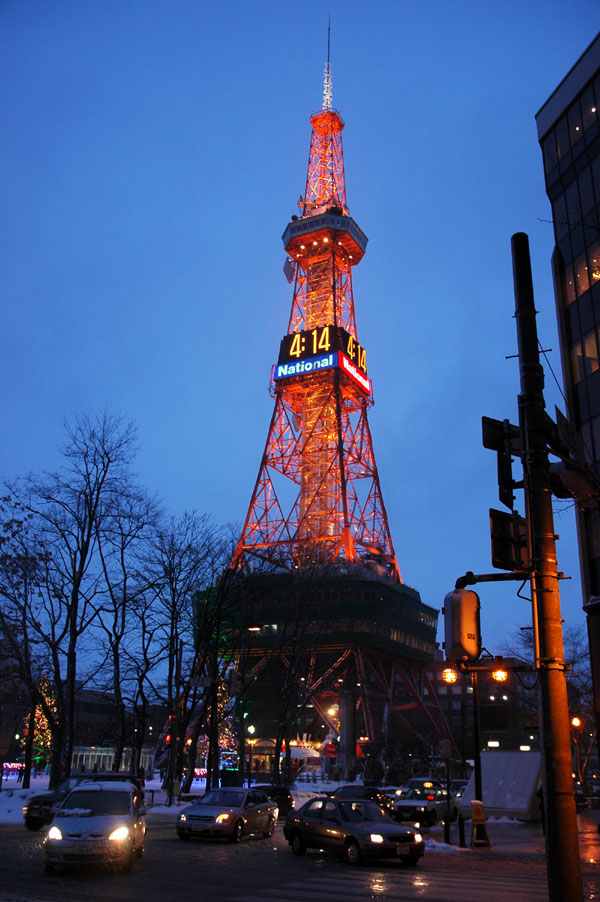
Torre televisiva di Sapporo

- Torre televisiva di Sapporo: situata nella metà orientale del Nishi 1 chōme, eretta nel 1957.
- Hōheikan (in precedenza): un hotel in stile europeo costruito nel 1880 il cui giardino sporgeva sul parco Ōdōri. Successivamente, questo edificio è stato utilizzato come centro comunitario e sala riunioni. L'Hōheikan è stato spostato nel Parco Nakajima a Sapporo, quando sono stati pianificati la costruzione della torre televisiva di Sapporo e della nuova sala riunioni.

### Nishi 2 chōme
- Monumento dedicato alla prima centrale telefonica a Hokkaidō, eretto nel 1973 in occasione del milionesimo abbonamento telefonico dell'isola[15]
- Campo da pallavolo (rimosso): per un breve periodo dopo la seconda guerra mondiale.

### Nishi 3 chōme
- La strada tra Nishi 3 chōme e 4 chōme è Ekimae-Dōri, una strada che conduce direttamente alla stazione di Sapporo.
- Monumento a Takuboku Ishikawa: un monumento costruito nel 1981, su cui è incisa una poesia del poeta giapponese Takuboku Ishikawa.
- La statua del generale Takeshirō Nagayama (rimossa): eretta nel novembre 1909. Nel 1943, fu rimossa dal governo per utilizzarla come risorsa di metallo da utilizzare nella costruzione di armi e altri oggetti durante la seconda guerra mondiale.
- Una chiesa (demolita): costruita dall'esercito americano che occupò Sapporo dopo la seconda guerra mondiale. È stato demolita dopo il restauro del parco Ōdōri.
- "Lake Wind Statue": statua dell'artista Ryo Yamada.[16]

### Nishi 4 chōme
- Monumento a Yoshii Isamu.
- Un campo da baseball (rimosso): per un breve periodo dopo la seconda guerra mondiale.

### Nishi 5 chōme
- Monumento Seion Mu (聖恩 碑?): un obelisco di pietra costruito per volere dell'imperatore Akihito nel 1938 per onorare i successi degli imperatori delle epoche Meiji, Taisho e Showa.[17]
- Un campo atletico (rimosso): in questo campo si sono svolti sport scolastici.
- Un campo da tennis (rimosso): per un breve periodo dopo la seconda guerra mondiale.

### Nishi 6 chōme
- Un palcoscenico all'aperto
- Monumento allo sviluppo: costruito nel 1886 e ricollocato da Kairaku-en a Sapporo, successivamente trasferito al parco Ōdōri nel 1899.[18]
- Un campo da tennis e un campo da basket (rimossi): per un breve periodo dopo la seconda guerra mondiale.

### Nishi 7 chōme
- Statua in onore di Kuroda Kiyotaka (rimossa): eretta nell'agosto 1903. Nel 1943 fu presa dal governo come rottame per uso bellico.
- Un campo da baseball (rimosso): per un breve periodo dopo la seconda guerra mondiale.

### Nishi 8 chōme
- Black Slide Mantra: è uno scivolo creato dall'artista giapponese-americano Isamu Noguchi. Nella primavera del 1988, quando fu annunciato l'accordo per la costruzione del parco Moerenuma, era prevista anche la realizzazione di questo scivolo all'interno del parco Meorenuma,[19] che, dopo la morte dell'artista, venne installato al parco Ōdōri. Black Slide Mantra è stato esposto alla Biennale di Venezia, ed è la versione nera dello "Slide Mantra" di Miami, Stati Uniti.[20] Il posizionamento del Black Slide Mantra è la causa principale della mancanza di una strada tra Nishi 8 chōme e Nishi 9 chōme, che sono quindi uniti in un unico giardino.

### Nishi 9 chōme

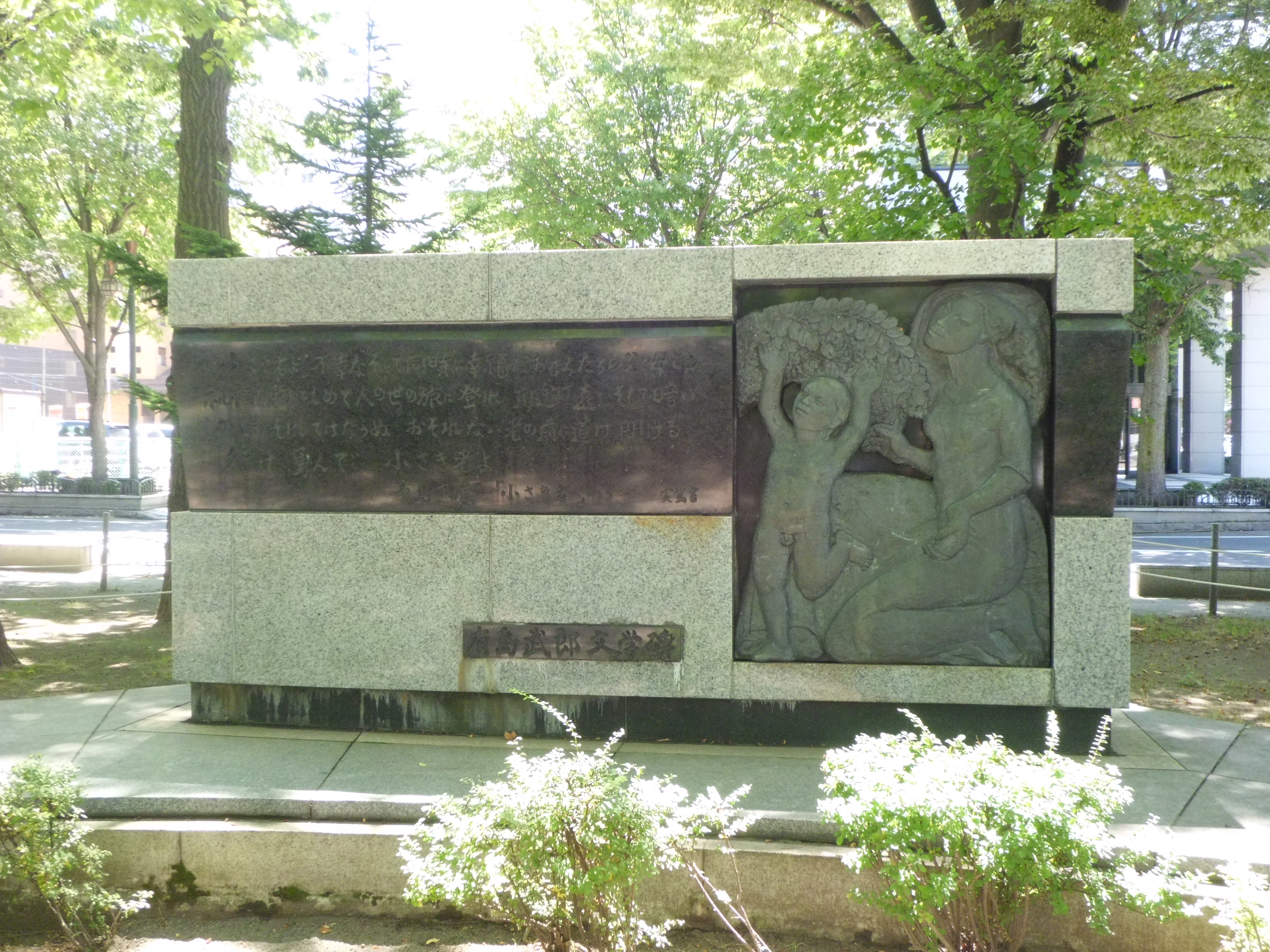
Il monumento a Takeo Arishima

- Un monumento dedicato allo scrittore Arishima Takeo
- Un'area giochi per bambini, tra cui altalene, scivoli e un'area giochi d'acqua.

### Nishi 10 chōme
- Statua in onore di Kuroda Kiyotaka: ricreata dopo la seconda guerra mondiale.
- Statua in onore di Horace Capron

### Nishi 11 chōme

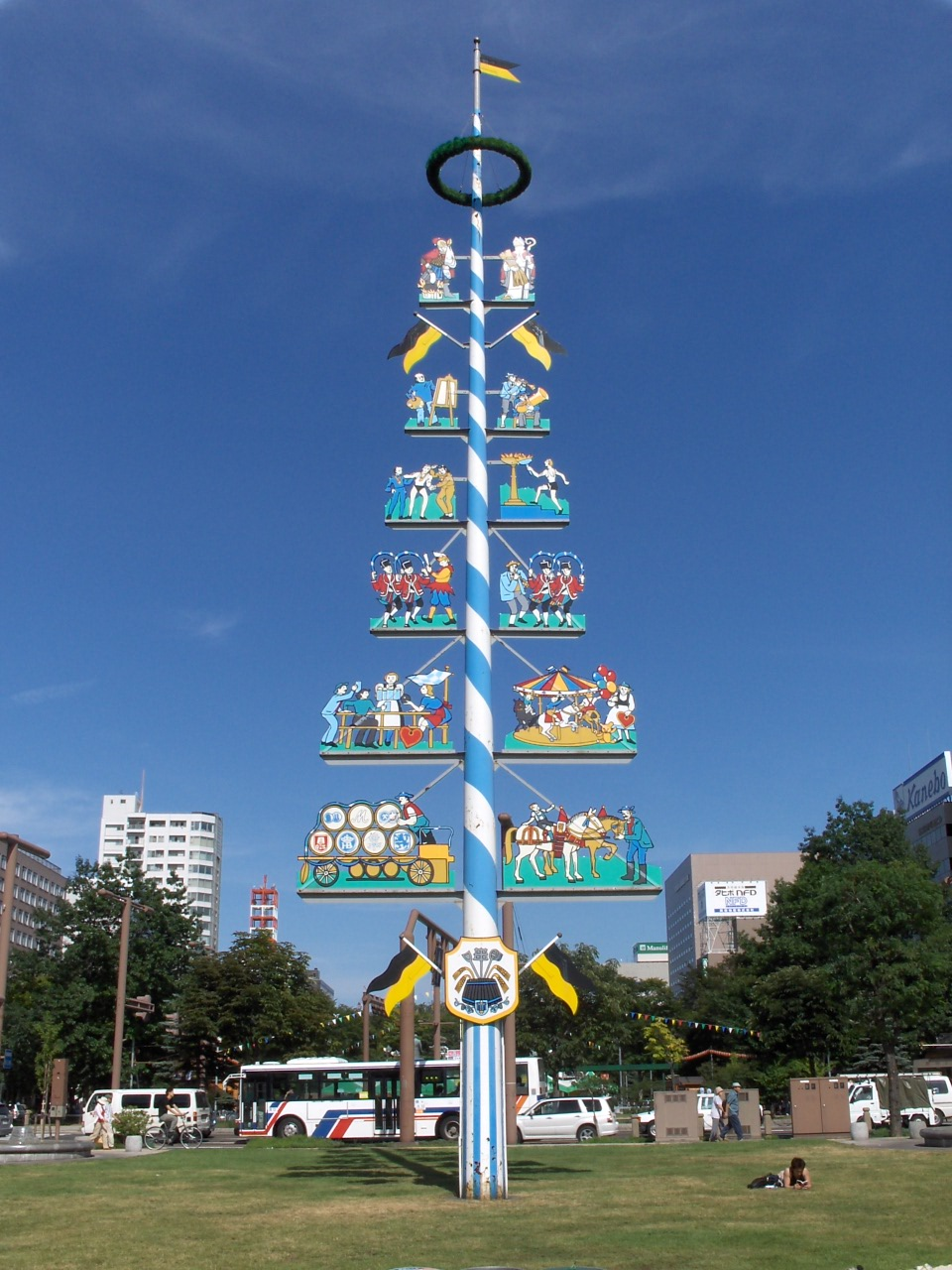
Maibaum in Nishi 11 chōme

- Maibaum: un palo decorato, tipico della tradizione tedesca. Il primo Maibaum è stato donato dalla città Monaco di Baviera, città gemellata con Sapporo, e installato nel 1976. Il Maibaum originale si è deteriorato ed è stato rimosso nel 2000; in seguito è stata eretta una versione rimodellata, alta 25 metri.[21]
- Statua in onore di Michitoshi Iwamura (rimossa): una statua in bronzo del pioniere della città di Sapporo, eretta nel 1933. Nel 1943 fu presa dal governo per essere riutilizzato durante la seconda guerra mondiale.

### Nishi 12 chōme
- Sunken Garden: un giardino fiorito con oltre 30 tipi di rose.

### Nishi 13 chōme
Formalmente, Nishi 13 chōme si trova al di fuori del parco, ma è stato considerato parte del parco Ōdōri da quando è stato costruito il museo dell'archivio della città di Sapporo.
- Museo dell'archivio della città di Sapporo: costruito come edificio della Corte d'appello di Sapporo nel settembre 1926. L'edificio era in mattoni, pietra tenera di Sapporo e cemento armato. L'edificio è stato ufficialmente rinominato "Museo dell'archivio della città di Sapporo" nel 1973 e inserito nell'elenco delle proprietà culturali tangibili del Giappone nel 1997.

## Eventi
Durante l'inverno, a Sapporo si svolge l'Illuminazione bianca (さっぽろホワイトイルミネーション?), un evento durante il quale tutti gli alberi della città vengono decorati con luminarie. Ogni anno a febbraio nel parco si svolge il festival della neve di Sapporo.
Il parco ospita circa 400 alberi di lillà e ogni maggio si tiene il festival del lillà.
A giugno si tiene lo Yosakoi Soran Festival, un festival di ballo. Vengono costruiti numerosi palchi speciali e migliaia di ballerini sfilano e ballano per le strade e sui palchi.
In estate il parco si trasforma in una grande birreria all'aperto. Da Nishi 5 chōme a Nishi 8 chōme, i principali birrifici giapponesi creano i propri biergarten, servendo birre e snack.
L'annuale maratona di Hokkaido parte dal parco ogni fine agosto.
Dopo le preoccupazioni per gli eventi della maratona dei campionati mondiali di atletica leggera 2019 a Doha, la World Athletics e il Comitato Olimpico di Tokyo hanno annunciato il 4 dicembre 2019 che la maratona dei Giochi della XXXII Olimpiade (originariamente prevista per luglio 2020, ma spostata ad agosto 2021) si sarebbe tenuta a Sapporo invece che a Tokyo nel tentativo di evitare il caldo eccessivo.